# 東興里 (大里區)
東興里，為臺灣臺中市大里區轄下的一個里，位於該區中部偏北，為1980年代發展的住宅區。

## 里名由來
因其境內主要聚落為東勢尾，故保留「東」字，另取雅字「興」而來。

## 地理
東興里面積0.3312平方公里，行政區劃鄰數31鄰，戶數2,789戶，人口數8,287人，密度25,021人/km²，為大里區人口密度最高的里。本里東臨西榮里，西隔國光路鄰永隆里，北以大明路與大明里為界，南以東榮路與長榮里為界。

## 行政區劃沿革
東興里於清代時隸屬藍興堡涼傘樹莊；明治35年（1902年）時，改隸臺中廳樹仔腳區涼傘樹庄，至大正9年（1920年）則隨行政區調整，隸屬大屯郡大里庄涼傘樹大字。二次大戰結束後，國民政府接收臺灣，原先涼傘樹大字範圍被劃歸為樹王村與鷺村，隸屬臺中縣大里鄉。民國59年（1970年），為因應眾多的外來人口，鷺村被劃分為祥鷺村和東興村；民國82年（1993年）大里鄉升格為縣轄市大里市，隨之改制為東興里。民國91年（2002年），行政區再次調整，本里劃出西側與北側置永隆里和大明里，範圍就此底定至今。

### 書籍
- 《臺灣地名辭書》卷十二《臺中縣》第二冊，第12-13頁

### 外部連結
- 臺中市大里區公所 沿革